# Liste der Alben in den Billboard-Charts (1952)
Die Liste der Billboard-Alben (1952) ist eine vollständige Liste der Alben, die sich im Kalenderjahr 1952 platzieren konnten. Die über das Jahr ermittelten Top 10 setzten sich aus den Verkaufszahlen von 1.400 Vertriebsläden im Gesamtgebiet der Vereinigten Staaten zusammen. In diesem Jahr platzierten sich insgesamt 61 Alben. Wie 1950 und 1951 wurden die Albumcharts nach Abspielgeschwindigkeiten in 33 ⅓ und 45 min−1 aufgeteilt.

## Tabelle
| Interpret                                                                                             | Titel | Charteinstieg       | Wochen | BP | Genre Stil                                                                  | Info |
| --- | --- | ------------------- | ------ | -- | --------------------------------------------------------------------------- | --- |
| Robert Alda, Vivian Blaine & Sam Levene                                                               | Guys & Dolls - A Musical Fable of Broadway Decca 9-203                                                            | 12.01.1952 (45)     | 2      | 9  | Stage & Screen Score, Musical                                               | Original-Aufnahme des Broadway-Musicals Guys and Dolls (1949) von Abe Burrows und Jo Swerling. |
| Ray Anthony & his Orchestra                                                                           | Houseparty Hop Capitol L-292 / Capitol KCF-292                                                                    | 05.04.1952 (33 1/3) | 1      | 10 | Jazz Big Band, Swing                                                        | |
| Ray Anthony & his Orchestra                                                                           | Houseparty Hop Capitol L-292 / Capitol KCF-292                                                                    | 22.03.1952 (45)     | 4      | 8  | Jazz Big Band, Swing                                                        | |
| Louis Armstrong & the All Stars                                                                       | Satchmo at Pasadena - A Jazz Concert Presented at Pasadena Civic Auditorium, January 30, 1951 Decca 9-336         | 18.10.1952 (45)     | 2      | 9  | Jazz                                                                        | |
| James Barton, Olga San Juan & the Original Cast with Franz Allers & his Orchestra                     | Paint Your Wagon RCA Victor LOC-1006                                                                              | 12.01.1952 (33 1/3) | 12     | 7  | Jazz, Stage & Screen Musical, Easy Listening                                | Original-Aufnahme des Broadway-Musicals Paint Your Wagon (1951) von Alan Jay Lerner und Frederick Loewe. |
| James Barton, Olga San Juan & the Original Cast with Franz Allers & his Orchestra                     | Paint Your Wagon RCA Victor LOC-1006                                                                              | 12.01.1952 (45)     | 2      | 7  | Jazz, Stage & Screen Musical, Easy Listening                                | Original-Aufnahme des Broadway-Musicals Paint Your Wagon (1951) von Alan Jay Lerner und Frederick Loewe. |
| Sheila Bond, Jack Cassidy & the Original Cast with Jay Blackton & his Orchestra                       | Wish You Were Here RCA Victor LOC-1007 / RCA Victor WOC-1007                                                      | 06.09.1952 (33 1/3) | 10     | 5  | Stage & Screen Musical                                                      | Original-Aufnahme des Broadway-Musicals Wish You Were Here (1952) von Arthur Kober, Joshua Logan und Harold Rome. |
| Sheila Bond, Jack Cassidy & the Original Cast with Jay Blackton & his Orchestra                       | Wish You Were Here RCA Victor LOC-1007 / RCA Victor WOC-1007                                                      | 20.09.1952 (45)     | 1      | 7  | Stage & Screen Musical                                                      | Original-Aufnahme des Broadway-Musicals Wish You Were Here (1952) von Arthur Kober, Joshua Logan und Harold Rome. |
| Frankie Carle at the Piano with Rhythm                                                                | Frankie Carle Plays Honky Tonk Piano RCA Victor LPM-26 / RCA Victor WP-327                                        | 26.01.1952 (33 1/3) | 11     | 5  | Jazz Ragtime, Honky Tonk                                                    | |
| Frankie Carle at the Piano with Rhythm                                                                | Frankie Carle Plays Honky Tonk Piano RCA Victor LPM-26 / RCA Victor WP-327                                        | 26.01.1952 (45)     | 16     | 5  | Jazz Ragtime, Honky Tonk                                                    | |
| Frankie Carle with Rhythm Accompaniment                                                               | Top Pops RCA Victor LPM-3024                                                                                      | 05.04.1952 (33 1/3) | 20     | 3  | Jazz, Pop Easy Listening                                                    | |
| Frankie Carle with Rhythm Accompaniment                                                               | Top Pops RCA Victor LPM-3024                                                                                      | 29.03.1952 (45)     | 15     | 3  | Jazz, Pop Easy Listening                                                    | |
| Frankie Carle with Rhythm Accompaniment                                                               | Top Pops Volume 2 RCA Victor EPB-3098                                                                             | 18.10.1952 (45)     | 5      | 7  | Jazz, Pop Easy Listening                                                    | |
| The Cities Service Band of America with Paul Lavalle                                                  | America's Favorite Marches RCA Victor WP-315                                                                      | 22.03.1952 (45)     | 2      | 9  | Brass & Military Marches                                                    | |
| Rosemary Clooney with Harry James & his Orchestra                                                     | Hollywood's Best - Eight Academy Award-Winning Songs Columbia CL-6224 / Columbia B-319                            | 06.12.1952 (33 1/3) | 3      | 5  | Jazz, Pop, Stage & Screen Vocal, Big Band                                   | Enthält unter anderem Versionen von It Might as Well Be Spring aus Jahrmarkt der Liebe (1945), Over the Rainbow aus Der Zauberer von Oz (1939) und When You Wish upon a Star aus Pinocchio (1940).                                                        |
| Rosemary Clooney with Harry James & his Orchestra                                                     | Hollywood's Best - Eight Academy Award-Winning Songs Columbia CL-6224 / Columbia B-319                            | 20.12.1952 (45)     | 1      | 7  | Jazz, Pop, Stage & Screen Vocal, Big Band                                   | Enthält unter anderem Versionen von It Might as Well Be Spring aus Jahrmarkt der Liebe (1945), Over the Rainbow aus Der Zauberer von Oz (1939) und When You Wish upon a Star aus Pinocchio (1940).                                                        |
| Nat King Cole at the Piano                                                                            | Penthouse Serenade Capitol H-332                                                                                  | 25.10.1952 (33 1/3) | 1      | 10 | Jazz                                                                        | |
| Nat King Cole at the Piano                                                                            | Penthouse Serenade Capitol H-332                                                                                  | 06.12.1952 (45)     | 1      | 10 | Jazz                                                                        | |
| Perry Como                                                                                            | Perry Como Sings Merry Christmas Music Victor WP-161                                                              | 05.01.1952 (45)     | 1      | 10 | Pop Vocal                                                                   | |
| Perry Como with Mitchell Ayres & his Orchestra                                                        | TV Favorites RCA Victor WP-334                                                                                    | 24.05.1952 (45)     | 13     | 7  | Pop Vocal                                                                   | |
| Bing Crosby                                                                                           | Christmas Greetings Decca DL-5020                                                                                 | 05.01.1952 (33 1/3) | 1      | 8  | Pop Vocal                                                                   | |
| Bing Crosby                                                                                           | Merry Christmas Decca DL-5019 / Decca 9-65                                                                        | 29.12.1951 (33 1/3) | 2      | 2  | Jazz, Pop Vocal                                                             | |
| Bing Crosby                                                                                           | Merry Christmas Decca DL-5019 / Decca 9-65                                                                        | 29.12.1951 (45)     | 3      | 2  | Jazz, Pop Vocal                                                             | |
| Doris Day, Danny Thomas & the Norman Luboff Choir with Paul Weston                                    | I'll See You in My Dreams - Songs from the Warner Bros. Production Columbia CL-6198 / Columbia B-289              | 02.02.1952 (33 1/3) | 21     | 1  | Stage & Screen Soundtrack, Musical                                          | Soundtrack zu der Warner Bros.-Verfilmung In all meinen Träumen bist Du (1951) von Michael Curtiz. |
| Doris Day, Danny Thomas & the Norman Luboff Choir with Paul Weston                                    | I'll See You in My Dreams - Songs from the Warner Bros. Production Columbia CL-6198 / Columbia B-289              | 02.02.1952 (45)     | 24     | 1  | Stage & Screen Soundtrack, Musical                                          | Soundtrack zu der Warner Bros.-Verfilmung In all meinen Träumen bist Du (1951) von Michael Curtiz. |
| Doris Day & Jack Smith with Paul Weston & his Orchestra & the Norman Luboff Choir                     | On Moonlight Bay Columbia CL-6186 / Columbia B-267                                                                | 12.01.1952 (33 1/3) | 1      | 9  | Stage & Screen Soundtrack, Musical                                          | Soundtrack zu der Warner Bros.-Verfilmung On Moonlight Bay (1951) von Roy Del Ruth. |
| Doris Day & Jack Smith with Paul Weston & his Orchestra & the Norman Luboff Choir                     | On Moonlight Bay Columbia CL-6186 / Columbia B-267                                                                | 12.01.1952 (45)     | 2      | 9  | Stage & Screen Soundtrack, Musical                                          | Soundtrack zu der Warner Bros.-Verfilmung On Moonlight Bay (1951) von Roy Del Ruth. |
| Eddie Fisher with Hugo Winterhalter & his Orchestra & Chorus                                          | Christmas with Eddie Fisher RCA Victor LPM-3065 / RCA Victor EPB-3065                                             | 13.12.1952 (33 1/3) | 2      | 4  | Pop Vocal                                                                   | |
| Eddie Fisher with Hugo Winterhalter & his Orchestra & Chorus                                          | Christmas with Eddie Fisher RCA Victor LPM-3065 / RCA Victor EPB-3065                                             | 13.12.1952 (45)     | 2      | 2  | Pop Vocal                                                                   | |
| Eddie Fisher with Hugo Winterhalter & his Orchestra & Chorus                                          | Eddie Fisher Sings RCA Victor LPM-3025 / RCA Victor WP-3025                                                       | 10.05.1952 (33 1/3) | 22     | 5  | Pop Vocal                                                                   | |
| Eddie Fisher with Hugo Winterhalter & his Orchestra & Chorus                                          | Eddie Fisher Sings RCA Victor LPM-3025 / RCA Victor WP-3025                                                       | 10.05.1952 (45)     | 30     | 3  | Pop Vocal                                                                   | |
| Eddie Fisher with Hugo Winterhalter & his Orchestra & Chorus                                          | I'm in the Mood for Love RCA Victor LPM-3058 / RCA Victor WP-358                                                  | 15.11.1952 (33 1/3) | 6      | 3  | Pop Vocal, Choral, Easy Listening                                           | |
| Eddie Fisher with Hugo Winterhalter & his Orchestra & Chorus                                          | I'm in the Mood for Love RCA Victor LPM-3058 / RCA Victor WP-358                                                  | 18.10.1952 (45)     | 10     | 1  | Pop Vocal, Choral, Easy Listening                                           | |
| Ralph Flanagan & his Orchestra                                                                        | Dance to the Top Pops RCA Victor LPM-3084 / RCA Victor WP-3084                                                    | 05.07.1952 (33 1/3) | 8      | 5  | Jazz, Pop Big Band                                                          | |
| Ralph Flanagan & his Orchestra                                                                        | Dance to the Top Pops RCA Victor LPM-3084 / RCA Victor WP-3084                                                    | 05.07.1952 (45)     | 14     | 6  | Jazz, Pop Big Band                                                          | |
| The Four Aces                                                                                         | The Four Aces Decca DL-5429 / Decca 9-361                                                                         | 08.11.1952 (33 1/3) | 6      | 5  | Pop, Folk, World & Country Vocal                                            | |
| The Four Aces                                                                                         | The Four Aces Decca DL-5429 / Decca 9-361                                                                         | 08.11.1952 (45)     | 7      | 4  | Pop, Folk, World & Country Vocal                                            | |
| Jane Froman with George Greeley & his Orchestra                                                       | With a Song in My Heart Capitol L-309 / Capitol KDF-309                                                           | 29.03.1952 (33 1/3) | 39     | 1  | Pop, Stage & Screen Soundtrack, Vocal                                       | Soundtrack zu der 20th Century Fox-Verfilmung Mit einem Lied im Herzen (1952) von Walter Lang, die auf der Biografie von Jane Froman basiert. Die Musik von Alfred Newman wurde 1953 in der Sparte Beste Filmmusik (Musical) mit dem Oscar ausgezeichnet. |
| Jane Froman with George Greeley & his Orchestra                                                       | With a Song in My Heart Capitol L-309 / Capitol KDF-309                                                           | 29.03.1952 (45)     | 38     | 1  | Pop, Stage & Screen Soundtrack, Vocal                                       | Soundtrack zu der 20th Century Fox-Verfilmung Mit einem Lied im Herzen (1952) von Walter Lang, die auf der Biografie von Jane Froman basiert. Die Musik von Alfred Newman wurde 1953 in der Sparte Beste Filmmusik (Musical) mit dem Oscar ausgezeichnet. |
| Benny Goodman                                                                                         | The Famous 1938 Carnegie Hall Jazz Concert Columbia SL-160                                                        | 26.01.1952 (33 1/3) | 5      | 6  | Jazz Ragtime, Big Band, Swing                                               | |
| Benny Goodman                                                                                         | The Famous 1938 Carnegie Hall Jazz Concert Columbia SL-160                                                        | 29.03.1952 (45)     | 1      | 10 | Jazz Ragtime, Big Band, Swing                                               | |
| Benny Goodman & his Orchestra, Trio & Quartet                                                         | 1937/38 Jazz Concert No. 2 Columbia SL-180 / Columbia A-1040                                                      | 29.11.1952 (33 1/3) | 4      | 1  | Jazz Big Band                                                               | |
| Benny Goodman & his Orchestra, Trio & Quartet                                                         | 1937/38 Jazz Concert No. 2 Columbia SL-180 / Columbia A-1040                                                      | 20.12.1952 (45)     | 1      | 9  | Jazz Big Band                                                               | |
| Jerry Gray & his Orchestra                                                                            | A Tribute to Glenn Miller Decca DL-5375 / Decca 9-286                                                             | 16.02.1952 (33 1/3) | 2      | 9  | Jazz Big Band                                                               | |
| Jerry Gray & his Orchestra                                                                            | A Tribute to Glenn Miller Decca DL-5375 / Decca 9-286                                                             | 09.02.1952 (45)     | 9      | 6  | Jazz Big Band                                                               | |
| Kathryn Grayson, Ava Gardner & Howard Keel with the MGM Studio Orchestra                              | Selections from the MGM Technicolor Film "Show Boat" MGM E-559 / MGM K-84                                         | 29.12.1951 (33 1/3) | 36     | 2  | Stage & Screen Soundtrack, Musical                                          | Soundtrack zu der MGM-Verfilmung Mississippi-Melodie (1951) von George Sidney. Die Musik von Adolph Deutsch und Conrad Salinger erhielt 1952 eine Oscar-Nominierung in der Sparte Beste Filmmusik (Musical).                                              |
| Kathryn Grayson, Ava Gardner & Howard Keel with the MGM Studio Orchestra                              | Selections from the MGM Technicolor Film "Show Boat" MGM E-559 / MGM K-84                                         | 29.12.1951 (45)     | 43     | 2  | Stage & Screen Soundtrack, Musical                                          | Soundtrack zu der MGM-Verfilmung Mississippi-Melodie (1951) von George Sidney. Die Musik von Adolph Deutsch und Conrad Salinger erhielt 1952 eine Oscar-Nominierung in der Sparte Beste Filmmusik (Musical).                                              |
| Kathryn Grayson, Red Skelton & Howard Keel with Carmen Dragon & The MGM Studio Orchestra              | Selections from the MGM Technicolor Film "Lovely to Look At" MGM E-150 / MGM K-150                                | 12.07.1952 (33 1/3) | 19     | 2  | Stage & Screen Soundtrack, Musical                                          | Soundtrack zu der MGM-Verfilmung Männer machen Mode (1952) von Mervyn LeRoy. |
| Kathryn Grayson, Red Skelton & Howard Keel with Carmen Dragon & The MGM Studio Orchestra              | Selections from the MGM Technicolor Film "Lovely to Look At" MGM E-150 / MGM K-150                                | 12.07.1952 (45)     | 22     | 2  | Stage & Screen Soundtrack, Musical                                          | Soundtrack zu der MGM-Verfilmung Männer machen Mode (1952) von Mervyn LeRoy. |
| Lionel Hampton & the All Stars                                                                        | Gene Norman Presents Just Jazz Decca 9-154                                                                        | 26.01.1952 (45)     | 1      | 10 | Jazz Cool Jazz, Easy Listening, Instrumental                                | |
| Woody Herman & The Herd                                                                               | At Carnegie Hall, 1946 - Vol. 1 MGM E-158                                                                         | 11.10.1952 (33 1/3) | 1      | 9  | Jazz Swing                                                                  | |
| Gene Kelly, Donald O’Connor & Debbie Reynolds with Lennie Hayton & The MGM Studio Orchestra           | Singin' in the Rain - Recorded Directly from the Sound Track of the MGM Technicolor Musical MGM E-113 / MGM K-113 | 19.04.1952 (33 1/3) | 26     | 2  | Stage & Screen Soundtrack                                                   | Soundtrack zu der MGM-Verfilmung Du sollst mein Glücksstern sein (1952) von Stanley Donen und Gene Kelly. Die Musik von Lennie Hayton erhielt 1953 eine Oscar-Nominierung in der Sparte Beste Filmmusik (Musical).                                        |
| Gene Kelly, Donald O’Connor & Debbie Reynolds with Lennie Hayton & The MGM Studio Orchestra           | Singin' in the Rain - Recorded Directly from the Sound Track of the MGM Technicolor Musical MGM E-113 / MGM K-113 | 26.04.1952 (45)     | 22     | 2  | Stage & Screen Soundtrack                                                   | Soundtrack zu der MGM-Verfilmung Du sollst mein Glücksstern sein (1952) von Stanley Donen und Gene Kelly. Die Musik von Lennie Hayton erhielt 1953 eine Oscar-Nominierung in der Sparte Beste Filmmusik (Musical).                                        |
| Gene Kelly & Georges Guétary with Johnny Green & The MGM Studio Orchestra                             | Selections from the MGM Technicolor Film "An American in Paris" MGM E-93 / MGM K-93                               | 29.12.1951 (33 1/3) | 43     | 1  | Jazz, Stage & Screen Easy Listening, Score, Soundtrack                      | Soundtrack zu der MGM-Verfilmung Ein Amerikaner in Paris (1951) von Vincente Minnelli. Die Musik von Johnny Green und Saul Chaplin wurde 1952 in der Sparte Beste Filmmusik (Musical) mit dem Oscar ausgezeichnet.                                        |
| Gene Kelly & Georges Guétary with Johnny Green & The MGM Studio Orchestra                             | Selections from the MGM Technicolor Film "An American in Paris" MGM E-93 / MGM K-93                               | 29.12.1951 (45)     | 44     | 1  | Jazz, Stage & Screen Easy Listening, Score, Soundtrack                      | Soundtrack zu der MGM-Verfilmung Ein Amerikaner in Paris (1951) von Vincente Minnelli. Die Musik von Johnny Green und Saul Chaplin wurde 1952 in der Sparte Beste Filmmusik (Musical) mit dem Oscar ausgezeichnet.                                        |
| Frankie Laine with Paul Weston & his Orchestra & Carl Fischer at the Piano                            | One For My Baby Columbia B-287                                                                                    | 02.02.1952 (45)     | 4      | 8  | Pop Vocal                                                                   | |
| Mario Lanza with Constantine Callinicos & the RCA Victor Orchestra                                    | Mario Lanza in Selections from the MGM Motion Picture "The Great Caruso" RCA Victor LM-1127 / RCA Victor WDM-1506 | 29.12.1951 (33 1/3) | 7      | 4  | Classical Vocal, Soundtrack                                                 | Soundtrack zu der MGM-Verfilmung Der große Caruso (1951) von Richard Thorpe. Die Musik von Peter Herman Adler und Johnny Green erhielt 1952 eine Oscar-Nominierung in der Sparte Beste Filmmusik (Musical).                                               |
| Mario Lanza with Constantine Callinicos & the RCA Victor Orchestra                                    | Mario Lanza in Selections from the MGM Motion Picture "The Great Caruso" RCA Victor LM-1127 / RCA Victor WDM-1506 | 05.01.1952 (45)     | 9      | 4  | Classical Vocal, Soundtrack                                                 | Soundtrack zu der MGM-Verfilmung Der große Caruso (1951) von Richard Thorpe. Die Musik von Peter Herman Adler und Johnny Green erhielt 1952 eine Oscar-Nominierung in der Sparte Beste Filmmusik (Musical).                                               |
| Mario Lanza with Constantine Callinicos & the RCA Victor Orchestra                                    | Mario Lanza Sings from MGM's "Because You're Mine" RCA Victor LM-155 / RCA Victor DM-7015                         | 01.11.1952 (33 1/3) | 8      | 1  | Classical Stage & Screen, Operetta, Soundtrack                              | Soundtrack zu der MGM-Verfilmung Mein Herz singt nur für Dich (1952) von Alexander Hall. Der Titelsong von Nikolaus Brodszky und Sammy Cahn erhielt 1953 eine Oscar-Nominierung in der Sparte Bester Filmsong.                                            |
| Mario Lanza with Constantine Callinicos & the RCA Victor Orchestra                                    | Mario Lanza Sings from MGM's "Because You're Mine" RCA Victor LM-155 / RCA Victor DM-7015                         | 08.11.1952 (45)     | 7      | 2  | Classical Stage & Screen, Operetta, Soundtrack                              | Soundtrack zu der MGM-Verfilmung Mein Herz singt nur für Dich (1952) von Alexander Hall. Der Titelsong von Nikolaus Brodszky und Sammy Cahn erhielt 1953 eine Oscar-Nominierung in der Sparte Bester Filmsong.                                            |
| Mario Lanza with the Jeff Alexander Choir & Ray Sinatra & the RCA Victor Orchestra                    | Mario Lanza Sings Christmas Songs RCA Victor LM-155 / RCA Victor WDM-1649                                         | 29.12.1951 (33 1/3) | 2      | 1  | Pop, Folk, World & Country Religious, Vocal                                 | |
| Mario Lanza with the Jeff Alexander Choir & Ray Sinatra & the RCA Victor Orchestra                    | Mario Lanza Sings Christmas Songs RCA Victor LM-155 / RCA Victor WDM-1649                                         | 29.12.1951 (45)     | 3      | 1  | Pop, Folk, World & Country Religious, Vocal                                 | |
| Gertrude Lawrence & Yul Brynner with Robert Russell Bennett & his Orchestra                           | The King and I Decca DL-9008 / Decca 9-260                                                                        | 29.12.1951 (33 1/3) | 24     | 4  | Stage & Screen Musical                                                      | Original-Aufnahme des Broadway-Musicals The King and I (1951) von Richard Rodgers und Oscar Hammerstein II. |
| Gertrude Lawrence & Yul Brynner with Robert Russell Bennett & his Orchestra                           | The King and I Decca DL-9008 / Decca 9-260                                                                        | 01.03.1952 (45)     | 1      | 10 | Stage & Screen Musical                                                      | Original-Aufnahme des Broadway-Musicals The King and I (1951) von Richard Rodgers und Oscar Hammerstein II. |
| Liberace                                                                                              | Liberace at the Piano Columbia CL-6217 / Columbia B-208                                                           | 20.09.1952 (33 1/3) | 14     | 1  | Classical, Stage & Screen Musical                                           | |
| Liberace                                                                                              | Liberace at the Piano Columbia CL-6217 / Columbia B-208                                                           | 13.09.1952 (45)     | 15     | 1  | Classical, Stage & Screen Musical                                           | |
| Mantovani & his Orchestra                                                                             | A Collection of Favorite Waltzes London LL-570                                                                    | 04.10.1952 (33 1/3) | 1      | 8  | Jazz, Pop Big Band                                                          | |
| Mary Martin & Ezio Pinza with the Original Broadway Cast                                              | South Pacific Columbia MM-850 / Columbia A-850                                                                    | 29.12.1951 (33 1/3) | 29     | 4  | Stage & Screen Musical                                                      | Original-Aufnahme des Broadway-Musicals South Pacific (1949) von Richard Rodgers und Oscar Hammerstein II. |
| Mary Martin & Ezio Pinza with the Original Broadway Cast                                              | South Pacific Columbia MM-850 / Columbia A-850                                                                    | 12.01.1952 (45)     | 10     | 6  | Stage & Screen Musical                                                      | Original-Aufnahme des Broadway-Musicals South Pacific (1949) von Richard Rodgers und Oscar Hammerstein II. |
| Billy May & his Orchestra                                                                             | A Band Is Born! Capitol H-349 / Capitol CCF-349                                                                   | 16.08.1952 (33 1/3) | 5      | 8  | Jazz Big Band                                                               | |
| Billy May & his Orchestra                                                                             | A Band Is Born! Capitol H-349 / Capitol CCF-349                                                                   | 11.10.1952 (45)     | 4      | 7  | Jazz Big Band                                                               | |
| Billy May & his Orchestra                                                                             | Big Band Bash! Capitol L-329 / Capitol KCF-329                                                                    | 31.05.1952 (33 1/3) | 29     | 3  | Jazz Big Band, Swing, Easy Listening                                        | |
| Billy May & his Orchestra                                                                             | Big Band Bash! Capitol L-329 / Capitol KCF-329                                                                    | 31.05.1952 (45)     | 28     | 3  | Jazz Big Band, Swing, Easy Listening                                        | |
| Clyde McCoy, his Trumpet & Orchestra                                                                  | Sugar Blues Capitol H-311                                                                                         | 13.09.1952 (33 1/3) | 1      | 10 | Jazz Dixieland, Big Band                                                    | |
| Glenn Miller & his Orchestra                                                                          | An Album of Outstanding Arrangements RCA Victor LPM-31 / RCA Victor WP-148                                        | 19.01.1952 (33 1/3) | 1      | 9  | Jazz, Pop Big Band                                                          | |
| Glenn Miller & his Orchestra                                                                          | An Album of Outstanding Arrangements RCA Victor LPM-31 / RCA Victor WP-148                                        | 29.12.1951 (45)     | 12     | 6  | Jazz, Pop Big Band                                                          | |
| Glenn Miller & his Orchestra                                                                          | Glenn Miller Concert (Volume I) RCA Victor LPT-16 / RCA Victor WPT-25                                             | 29.12.1951 (33 1/3) | 23     | 3  | Jazz Big Band, Swing                                                        | |
| Glenn Miller & his Orchestra                                                                          | Glenn Miller Concert (Volume I) RCA Victor LPT-16 / RCA Victor WPT-25                                             | 29.12.1951 (45)     | 24     | 2  | Jazz Big Band, Swing                                                        | |
| Glenn Miller & his Orchestra                                                                          | Glenn Miller Concert (Volume II) RCA Victor LPT-30 / RCA Victor WPT-39                                            | 10.05.1952 (33 1/3) | 8      | 6  | Jazz Big Band, Swing                                                        | |
| Glenn Miller & his Orchestra                                                                          | Glenn Miller Concert (Volume II) RCA Victor LPT-30 / RCA Victor WPT-39                                            | 10.05.1952 (45)     | 8      | 6  | Jazz Big Band, Swing                                                        | |
| Les Paul                                                                                              | The New Sound! Capitol CCF-226                                                                                    | 26.01.1952 (45)     | 3      | 6  | Jazz                                                                        | |
| Les Paul & Mary Ford                                                                                  | Bye Bye Blues! Capitol H-356 / Capitol CBF-356                                                                    | 20.12.1952 (33 1/3) | 1      | 10 | Jazz, Blues                                                                 | |
| Les Paul & Mary Ford                                                                                  | Bye Bye Blues! Capitol H-356 / Capitol CBF-356                                                                    | 13.12.1952 (45)     | 2      | 5  | Jazz, Blues                                                                 | |
| Les Paul & Mary Ford                                                                                  | New Sound Vol. 2 Capitol H-286                                                                                    | 29.12.1951 (33 1/3) | 8      | 6  | Jazz, Pop                                                                   | |
| Les Paul & Mary Ford                                                                                  | New Sound Vol. 2 Capitol H-286                                                                                    | 29.12.1951 (45)     | 11     | 4  | Jazz, Pop                                                                   | |
| Johnnie Ray with the Four Lads & the Buddy Cole Quartet                                               | Johnnie Ray Columbia CL-6199 / Columbia B-288                                                                     | 26.04.1952 (33 1/3) | 22     | 2  | Pop Vocal, Ballad                                                           | |
| Johnnie Ray with the Four Lads & the Buddy Cole Quartet                                               | Johnnie Ray Columbia CL-6199 / Columbia B-288                                                                     | 19.04.1952 (45)     | 24     | 2  | Pop Vocal, Ballad                                                           | |
| Richard Rodgers & Oscar Hammerstein II feat. Members of the Original New York Production              | Oklahoma! - Selections from the Theatre Guild Musical Play Decca A-359                                            | 12.01.1952 (33 1/3) | 1      | 9  | Stage & Screen Musical                                                      | |
| Miklós Rózsa & his Orchestra & Chorus                                                                 | Selections from the MGM Technicolor Film "Quo Vadis" MGM E-103 / MGM K-103                                        | 01.03.1952 (33 1/3) | 6      | 4  | Stage & Screen Soundtrack, Score                                            | Soundtrack zu der MGM-Verfilmung Quo vadis? (1951) von Mervyn LeRoy. Die Musik von Miklós Rózsa erhielt 1952 eine Oscar-Nominierung in der Sparte Beste Filmmusik (Drama/Komödie).                                                                        |
| Miklós Rózsa & his Orchestra & Chorus                                                                 | Selections from the MGM Technicolor Film "Quo Vadis" MGM E-103 / MGM K-103                                        | 05.04.1952 (45)     | 4      | 6  | Stage & Screen Soundtrack, Score                                            | Soundtrack zu der MGM-Verfilmung Quo vadis? (1951) von Mervyn LeRoy. Die Musik von Miklós Rózsa erhielt 1952 eine Oscar-Nominierung in der Sparte Beste Filmmusik (Drama/Komödie).                                                                        |
| Artie Shaw & his Orchestra                                                                            | Four Star Favorites Victor WP-85                                                                                  | 19.01.1952 (45)     | 1      | 8  | Jazz Big Band                                                               | |
| Robert Shaw & the RCA Victor Chorale                                                                  | Christmas Hymns and Carols, Volume I Victor Red Seal M-1077                                                       | 29.12.1951 (33 1/3) | 2      | 7  | Classical, Folk, World & Country Renaissance, Baroque Religious, Folk       | |
| Yma Sumac                                                                                             | Voice of the Xtabay Capitol H-244 / Capitol CDF-244                                                               | 19.01.1952 (33 1/3) | 1      | 9  | Latin, Folk, World & Country Folk, Mambo                                    | |
| Yma Sumac                                                                                             | Voice of the Xtabay Capitol H-244 / Capitol CDF-244                                                               | 29.12.1951 (45)     | 1      | 10 | Latin, Folk, World & Country Folk, Mambo                                    | |
| Yma Sumac with Les Baxter & Moises Vivanco & his Orchestra                                            | Legend of the Sun Virgin Capitol L-299 / Capitol KDF-299                                                          | 23.02.1952 (33 1/3) | 10     | 5  | Jazz, Latin, Folk, World & Country Latin, Jazz, Vocal, Folk, Easy Listening | |
| Yma Sumac with Les Baxter & Moises Vivanco & his Orchestra                                            | Legend of the Sun Virgin Capitol L-299 / Capitol KDF-299                                                          | 23.02.1952 (45)     | 7      | 6  | Jazz, Latin, Folk, World & Country Latin, Jazz, Vocal, Folk, Easy Listening | |
| Lana Turner, Fernando Lamas & the Original Cast with Jay Blackton & the MGM Studio Orchestra & Chorus | The Merry Widow - Recorded Directly from the Sound Track of the MGM Technicolor Musical MGM E-157 / MGM K-157     | 20.09.1952 (33 1/3) | 14     | 1  | Stage & Screen Musical, Soundtrack                                          | Soundtrack zu der MGM-Verfilmung Die lustige Witwe (1952) von Curtis Bernhardt nach der gleichnamigen Operette von Franz Lehár aus dem Jahr 1905. |
| Lana Turner, Fernando Lamas & the Original Cast with Jay Blackton & the MGM Studio Orchestra & Chorus | The Merry Widow - Recorded Directly from the Sound Track of the MGM Technicolor Musical MGM E-157 / MGM K-157     | 27.09.1952 (45)     | 11     | 3  | Stage & Screen Musical, Soundtrack                                          | Soundtrack zu der MGM-Verfilmung Die lustige Witwe (1952) von Curtis Bernhardt nach der gleichnamigen Operette von Franz Lehár aus dem Jahr 1905. |
| Various Artists                                                                                       | Today's Top Hits by Today's Top Artists Capitol H-9101                                                            | 08.03.1952 (33 1/3) | 6      | 6  | Jazz, Pop Vocal, Ballad, Easy Listening                                     | |
| The Voices of Walter Schumann                                                                         | Christmas in the Air! Capitol CDF-9016                                                                            | 29.12.1951 (45)     | 2      | 8  | Pop Vocal                                                                   | |
| The Voices of Walter Schumann                                                                         | Romance in the Air! Capitol L-347                                                                                 | 25.10.1952 (33 1/3) | 1      | 9  | Jazz, Pop Easy Listening, Vocal                                             | |
| Fred Waring & his Pennsylvanians                                                                      | Twas the Night Before Christmas Decca 9-67                                                                        | 29.12.1951 (45)     | 2      | 7  | Classical, Children’s, Folk, World & Country                                | |